# Wojnicz
De gemeente Wojnicz is een stad- en landgemeente in het Poolse woiwodschap Klein-Polen, in powiat Tarnowski.
De zetel van de gemeente is in Wojnicz.
Op 30 juni 2004 telde de gemeente 13 018 inwoners.

## Oppervlakte gegevens
In 2002 bedroeg de totale oppervlakte van gemeente Wojnicz 78,55 km², waarvan:
- agrarisch gebied: 64%
- bossen: 24%

De gemeente beslaat 5,55% van de totale oppervlakte van de powiat.

## Demografie
Stand op 30 juni 2004:
| Omschrijving                   | Totaal | Totaal | Vrouwen | Vrouwen | Mannen | Mannen |
| ------------------------------ | ------ | ------ | ------- | ------- | ------ | ------ |
| eenheid                        | aantal | %      | aantal  | %       | aantal | %      |
| inwoners                       | 13 018 | 100    | 6541    | 50,2    | 6477   | 49,8   |
| bevolkingsdichtheid (inw./km²) | 165,7  | 165,7  | 83,3    | 83,3    | 82,5   | 82,5   |

In 2002 bedroeg het gemiddelde inkomen per inwoner 1279,91 zł.

## Administratieve plaatsen (sołectwo)
Biadoliny Radłowskie, Dębina Łętowska, Dębina Zakrzowska, Grabno, Isep, Łopoń, Łukanowice, Milówka, Olszyny, Rudka, Sukmanie, Wielka Wieś, Więckowice, Zakrzów.

## Aangrenzende gemeenten
Borzęcin, Dębno, Pleśna, Tarnów, Wietrzychowice, Zakliczyn